# 特劳德尔·黑歇尔
特劳德尔·黑歇尔（德語：Waltraud "Traudl" Hecher-Görgl，1943年9月28日—2023年1月10日）是一名奥地利女子高山滑雪运动员。在1960年代她是世界上最强的女子滑雪运动员之一，她曾经在50多次国际比赛中获奖。她曾代表奥地利参加1960年和1964年冬季奥林匹克运动会高山滑雪比赛，获得二枚铜牌。此外她10次获得奥地利冠军。

## 生平
黑歇尔出生于施瓦茨，她是三个孩子中最年轻的。小时候她父亲就引导她和她的两个哥哥参加滑雪运动。5岁时她获得一次儿童滑雪比赛的决赛，她进入蒂罗尔州后进骨干，后来加入奥地利滑雪协会的队伍。1959年冬她首次参加大型的滑雪比赛。同时她在一所商业学校读书。
1959年/60年冬16岁的黑歇尔在基茨比厄爾首次获胜，进入世界巅峰。一周后她在石海山麓薩爾費爾登赢得1960年奥地利滑雪冠军，这是她首次获得奥地利国家冠军。这样她也获得了参加奥林匹克谷1960年冬季奥林匹克运动会的条件，在这场比赛中她继德国选手海迪·比布尔和美国选手佩尼·皮图获铜牌。奥运会后黑歇尔在森瓦利获得回转冠军，在北美冠军赛中获得滑降冠军。回到欧洲后她在塞斯特列雷获得滑降冠军。
1960年/61年冬黑歇尔17岁，已经是当时领先的运动员。她在瓦勒迪泽尔滑降获胜后在基茨比厄爾、圣热尔韦莱班、圣马蒂诺迪卡斯特罗扎赢得了所有滑降、回转和两项比赛。在米伦她再次滑降获胜，在阿羅薩她获得所有三个大回转冠军，在莫里耶讷她赢得大回转冠军，在梅里贝勒获得回转冠军。次年冬1962年1月她在格林德尔瓦尔德和巴德加施泰因获得滑降冠军，但是在2月沙莫尼蒙勃朗的世界冠军赛上她很失望地仅获得了第6名，当时她在世界排名中在滑降、大回转和回转都居第一名。赛季结束时她再次在塞斯特列雷两次获胜。
1962年/63年冬季黑歇尔继续取胜。她在查贡斯获得滑降冠军，在薩爾費爾登获得大回转冠军，在巴特维塞获得回转冠军。此后她在沙莫尼蒙勃朗赢得回转和混合冠军。在瑞典和挪威的比赛中她又多次获得冠军。
但是在1963年/64年冬黑歇尔没有得冠。她的最好成绩时在格林德尔瓦尔德获得大回转第二名和在巴德加施泰因获得滑降第二名。因此在因斯布鲁克1964年冬季奥林匹克运动会上她不被看作是最有希望的选手。继其他两名奥地利选手克丽斯特尔·哈斯和埃迪特·齐默尔曼后她再次获得滑降铜牌。1964年/65年赛季她又多次获胜，其中包括在豪斯赢得滑降和混合，在达沃斯在所有四项比赛中全胜，以及在韦尔滑降获胜。
1965年/66年冬她在巴德加施泰因获滑降和混合冠军，在萨尔巴赫-后格莱姆和卡瓦莱塞两次滑降冠军，并在马尔堡获回转冠军。但是她未能将自己的体力保持到8月在智利举办的1966年世界冠军赛。在回转她仅达第13名，滑降仅达第16名。1966年/67年赛季中黑歇尔在高山滑雪世界杯上在邦多內山回转和傑克遜洞大回转分别获第3名，在整个世界杯她排名第7。在世界杯被引入前她在非正式的排名中曾经三次排第一。1967年她仅仅在不算在世界杯的因斯布鲁克大回转和在施伦斯举办的奥地利冠军赛中滑降获得冠军。这样她在奥地利冠军赛中一共夺冠10次。
由于心理问题1967年夏她结束了自己的比赛生涯。在她还在参加比赛时她就一直在一座女子服装学校客席听课，此后她完成该学业，成为裁缝师傅。她与神学家和心理疗师安东·格尔格尔结婚，两人生活在施泰爾馬克州帕尔施卢格。他们的三个孩子中斯蒂芬·格尔格尔和伊丽莎白·格尔格尔也是滑雪运动员。2023年1月10日黑歇尔在她的出生地逝世。

## 奖赏
1966年奥地利共和国金奖

## 书籍
- 奥地利滑雪协会（编辑）：《Österreichische Skistars von A–Z》，Ablinger & Garber，Hall in Tirol 2008年, ISBN 978-3-9502285-7-1, 143–144页
- Johann Skocek：《Sportgrößen der Nation. Der Aufstieg des Österreichers vom Helden zum ewigen Verlierer》Edition Tau，Bad Sauerbrunn 1994年，ISBN 3-900977-50-X，115–125页

## 外部连接
- 特劳德尔·黑歇尔在Olympedia的个人资料和比赛数据